# Script kiddie
Script Kiddie, (en español: Niño de Guión) es un anglicismo propio de la jerga de Internet que hace alusión a una persona falta de habilidades técnicas, sociabilidad o madurez. El término se hizo popular en los inicios del nuevo siglo. El logo o la bandera de los Script Kiddies hace referencia a un pinguïno delante de un ordenador.

Pingüino mirando una computadora.

## Origen y características principales.
En los inicios del siglo XXI, surgen nuevos personajes anónimos llamados Script Kiddies (conocidos también por sus iniciales SK), quienes intentan causar daños y hacerse famosos sin tener claridad en los objetivos de su quehacer. Previamente, durante los años 80, proliferó el término hacker, el cual se entendía como el individuo que motivado por la curiosidad, vulnera la seguridad de una infraestructura tecnológica, ubica su actuar como un reto y su proceder se califica como una “intrusión benigna”. No obstante se diferenciaba de la actitud de parte de los "novatos", la cual hay que decir que también se vería transformada, y a partir del año 2005, un sector de los SK se convierte en expertos perpetradores de ciberataques con objetivos más específicos. No obstante, muchos de ellos, se conformaron con causar perjuicios con sus conocimientos poco avanzados en informática.
Considerado un incompetente en una materia actividad específica o dentro de una comunidad, es un individuo que presume de tener unos conocimientos o habilidades que realmente no posee y que no tiene intención de aprender.
Se destaca la definición que realiza en un informe la Carnegie Mellon University (CMU) en 2005, la cual definó que un scipt kiddie es "el más inmaduro pero a la vez por desgracia, el más peligroso explotador y provocador de fallos de seguridad en Internet. El script kiddie más típico usa técnicas, programas, y scrips existentes, normalmente ya conocidos y fáciles de encontrar, y los utiliza para poder encontrar y ahondar en las debilidades que se pueden encontrar en otros ordenadores en Internet, siendo muchos de sus objetivos elegidos al azar y con poca consideración y comprensión de las consencuencias dañiñas que pueden ocasionar". Hay que tener en cuenta que dicho informe, fue elaborado para el Departamento de Defensa de los Estados Unidos de América.
Es un término utilizado de forma despectiva para describir a aquellos que utilizan programas y scripts desarrollados por otros expertos para atacar sistemas de computadoras y redes. Es habitual asumir que los script kiddies son personas sin habilidad para programar sus propios exploits, y que su objetivo es intentar impresionar a sus amigos o ganar reputación en comunidades de entusiastas de la informática sin tener alguna base firme de conocimiento informático. Suelen tener intenciones maliciosas al igual que los lamers, pero a la vez cuentan con escaso conocimiento informático.
Los Script Kiddies carecen de (o están desarrollando) habilidades de programación suficientes para comprender los efectos y efectos secundarios de sus acciones. Como resultado, dejan rastros significativos que conducen a su detección, o atacan directamente a las empresas que ya cuentan con detección y contramedidas de seguridad, dejando activado el informe automático de fallos en ocasiones.
Uno de los tipos de ataque más comunes utilizados por script kiddies implica hacer ingeniería social, en la que el atacante manipula o engaña a un usuario para que comparta su información personal. Esta acción, frecuentemente se lleva a cabo mediante la creación de sitios web falsos donde los usuarios ingresan su inicio de sesión (una forma de phishing), lo que permite que el script kiddie acceda a la cuenta.
Aunque los ataques script kiddie podrían volverse cada vez más efectivos en el futuro, los investigadores han observado que otros modelos, como el modelo de lenguaje, también se pueden utilizar para mejorar la protección contra los ataques script kiddie mejorados. Esta mejora continua de ida y vuelta sugiere que la competencia entre ciberatacantes y defensores seguirá aumentando.

## Casos de mayor repercusión
Ha habido algunos casos de notoria repercusión realizados por un script kiddie:
- Virus Anna Kournikova. También conocido como VBS/SST y VBS_Kalamar, fue un virus informático que se extendió por Internet en febrero de 2001. Consistía en adjuntar un archivo junto a una supuesta imagen de la tenista profesional del momento, Anna Kournikova. Fue realizado por el estudiante holandés de 20 años, Jan de Wit, bajo el seudónimo "OnTheFly". Consistía en engañar a los usuarios que les llegaba el correo electrónica para que hicieran clic y así abrir un archivo adjunto que aparentemente parecía ser la imagen de la tenista Kournikova, pero realmente era un programa malicioso. Al caer el lector del correo en la trampa, se iniciaba un programa viral de VBScrip que se reenviaba a la vez a todos las direcciones de correo. La imagen de la tenista fue realizada por un sencillo programa en línea disponible a cualquiera que tuviera internet en ese momento llamado Visual Basic Worm Generatr, el cual fue diseñado por un programador argentino llamada Kalamar. La nota positiva del caso es que pese a que llegó a infectar los ordenadores de millones de personas y causó problemas en los servidores de correos electrónicos, no se corrompieron los datos de los sistemas informáticos atacados. El FBI presentó pruebas a los tribunales holandeses, no obstante, de Wit fue sentenciado a 150 horas de servicio comunitario, alegando el acusado que nunca pretendió causar daños de ningún tipo.[5]  Hay que decir que el creador del programa y de las herramientas Worm Generator, tenía conocimientos informáticos avanzados y se trataba de un chico bonaerense de 18 años, que después de enterarse de la noticia relativa a de Wit, decidió eliminar los archivos de la aplicación que estaban disponibles para todo el mundo. Con este hecho, se comprobó que este último sujeto no era un script kiddie.[6]
- Gusano Love Bug. También fue denominado ILOVEYOU o Love Letter for you. Se trata de un gusano informático que afectó a más de diez millones de ordenadores personales con sistema Windows, en mayo del 2000. Al igual que en el caso anterior, se trataba de un ataque a través de correo electrónico, con la diferencia que en esta ocasión, sí se inflingieron daños en el equipo local y se sobreescribió archivos aleatorios como archivos de imágenes o de MP3. Después, el gusano también proliferó rápidamente en la lista de direcciones de Windows que tenía guardado el equipo infectado. Quién creó este tipo de malware fue el filipino Onel de Guzmán, que entonces tenía 24 años. Se justificó en las dificultades económicas que tenía y en el hecho de considerar que el acceso a Internet es un derecho humano. Por ello se dedicaba a robar las contraseñas de otros usuarios para poder conectarse a internet. Finalmente acabó afectando a unos 50 millones de ordenadores.[7]

## Ser un script kiddie en la actualidad
En los primeros días de Internet, el término «Script Kiddie» era un insulto que hacía referencia a un inexperto que interrumpía en los sistemas informáticos mediante el uso de herramientas automatizadas pre-empaquetadas y escritas por otros. Los Script Kiddies de la temprana web se hicieron famosos al desfasar páginas web e interrumpir su protocolo de comunicación en tiempo real (Internet Relay Chat). Hoy Internet es aún más valioso y sin embargo es más fácil que nunca el lanzar ataques de alto perfil. Todo lo que un Script Kiddie motivado necesita son algunos Bitcoins para lograr lo que una vez requirió una habilidad increíble. La tecnología de redes anónima, como la proporcionada por el paquete del navegador TOR, da a los Script Kiddies una base poderosa. TOR, y redes P2P similares, promocionan el hecho de que sus servicios gratuitos ayudan a los usuarios a defenderse contra el análisis de tráfico utilizado generalmente por los proveedores de servicios de internet o por el gobierno. Estos servicios no solo hacen que la navegación por internet sea anónima, sino que también ofrecen un portal a los servicios ocultos, tales como mercados oscuros en la red. En estos mercados ocultos, un aspirante a Script Kiddie simplemente puede cargar un carro de compras digital con toda clase de herramientas nefastas, dar clic en el botón de compra y hackear todo. La continua operación de estos mercados ocultos depende de otra tecnología ampliamente disponible, la criptomoneda. La moneda digital como el Bitcoin es virtualmente imposible de rastrear y por ello es muy atractiva. Si no se quiere que nadie sepa lo que se está comprando, se recomienda comprarlo en Bitcoins. Como una buena medida, muchos mercados oscuros requieren de invitación para que los usuarios puedan empezar a comprar el badware o aplicaciones maliciosas. Algunos mercados abiertos incluso venden estas invitaciones. Parece que todo lo que se necesita en el internet moderno es la intención de hackear algo. Las herramientas básicas están ampliamente disponibles y los hackers que venden este crimeware están siempre mejorando. Los Script Kiddie de hoy podrían robar miles de tarjetas de crédito, acabar con los sitios web de las grandes compañías del Fortune 100 e incluso derribar infraestructuras con no más de un bolsillo lleno de Bitcoins.
Por otra, parte, y no solo poniendo el foco en el mundo de las criptomonedas, actualmente se considera que cualquier usuario de internet nivel Script Kiddie puede realizar ataques sobre las redes GSM (Global System for Mobile), las cuales se utilizan para la transmisión de voz y de datos. Para ello bastaría solamente algunas herramientas de hardware y software de productos básicos, en los que una persona puede gastarse 100 € o incluso una cantidad menor, y poder llevar a cabo con éxito un ataque a las redes GSM. Principalmente, se trata de la utilización de escáneres SDR de banda ancha, plataformas de creación de prototipos electrónicos de código abierto, como Arduino o GSM Shield 6, y también otras herramientas de software de código abierto, como pueden ser Airprobe, Wireshark y Kalibrate. Con estas herramientas de poco coste se puede llegar, entre otras finalidades a: recuperar datos confidenciales de tarjetas SIM; detectar, capturar y analizar las solicitudes de paginación y obtener observaciones útiles sobre el tráfico entre redes, políticas de seguridad; además, cabe la posibilidad de realizar ataques sigilosos de denegación de servicios (DoS) a un determinado terminal móvil que se tiene como objetivo.